# ГЕС Ранґіт ІІІ
ГЕС Ранґіт ІІІ (англ. Rangit III Power House) — гідроелектростанція на сході Індії у штаті Сіккім. Знаходячись перед ГЕС Ранґіт IV, становить верхній ступінь в каскаді на річці Ранґіт, правій притоці Тісти (дренує східну частину Гімалаїв між Непалом та Бутаном і в свою чергу впадає праворуч до Брахмапутри). Можливо також відзначити, що вище по течії планують спорудити ГЕС Ранґіт ІІ, проте станом на другу половину 2010-х цей проект практично не має поступу через брак коштів у інвестора.
В межах проекту річку перекрили бетонною гравітаційною греблею висотою 43 метри та довжиною 98 метрів, яка потребувала 145 тис м3 матеріалу. Вона утримує мале водосховище з площею поверхні 0,17 км2, об’ємом 0,94 млн м3 (корисний об’єм 0,88 млн м3) та припустимим коливанням рівня між позначками 627 та 639 метрів НРМ. Звідси ресурс спрямовується у прокладений через лівобережний гірський масив дериваційний тунель довжиною 2,9 км та діаметром 4,5 метра, котрий переходить у напірний водовід довжиною 288 метрів з діаметром 3,5 метра. Можливо відзначити, що на цій ділянці річка описує вигнуту на захід дугу, так що відстань між греблею та залом по руслу сягає 5,5 км.
Основне обладнання станції складають три турбіни типу Френсіс потужністю по 20 МВт, які при напорі від 123 до 143 метрів (номінальний напір 129,7 метра) повинні забезпечувати виробництво 339 млн кВт-год електроенергії на рік.
Відпрацьована вода одразу потрапляє назад у Ранґіт.
Видача продукції відбувається по ЛЕП, розрахованій на роботу під напругою 132 кВ.